# Hlinaia (Slobozia)
Hlinaia (in russo Глиное) è un comune della Moldavia controllato dall'autoproclamata repubblica di Transnistria. È compreso nel distretto di Slobozia.
| Controllo di autorità | VIAF (EN) 3657151595772005470009 · LCCN (EN) n2018001425 |